# 森本学
森本 学（もりもと さとる、1978年1月6日 - ）は、大阪府大阪市鶴見区出身の元プロ野球選手（内野手）。右投右打。

## 経歴

### プロ入り前
甲子園にも出場した兄の影響で小学3年より軟式野球を始める。大阪桐蔭高3年生の夏には、三木肇のいる上宮高に敗れた。高校時代、投手以外のポジションは全て経験したという。
福井工大時代は2年生からレギュラーを獲得し、3年生時には全日本大学野球選手権大会に出場するも、相川良太のいる東海大に敗れている。4年春秋ベストナイン（遊撃手）、秋は首位打者。
大学卒業後、シダックスに入社。1年目にはレギュラーになれなかったが、2年目からはベストナイン遊撃手の突然の引退によりショートのポジションを獲得。3年目には補強選手として第73回都市対抗野球大会に出場し、ベスト4入りしている。2002年度ドラフト会議で、福岡ダイエーホークスから6巡目指名を受けた。

### プロ入り後
1年目の2003年に故障し、ルーキーイヤーはリハビリで過ごした。その後も怪我などもあってなかなか一軍出場ができなかった。しかし、3年目の2005年に一軍初出場を果たすと、プロ初安打・初打点も記録。
2006年には自己最多の出場機会を得て、川﨑宗則の代役スタメンや守備固め、本多雄一の二塁手定着後は三塁の守備固めなどで起用され、初めて一年を通して一軍に定着した。二塁手55試合、三塁手20試合、遊撃手12試合とさまざまなポジションを守り、チームでただ一人年間無失策を成し遂げた。
2007年、4月に川﨑宗則の怪我で出場機会をつかみ、遊撃手などで出場した。川崎の怪我が完治してからは二軍へ落ち、二軍でも打率1割台と不調で、その後は一軍にほとんど上がれなかった。
2008年は前年より出場機会が増えて54試合に出場。
2009年は開幕戦で松田宣浩の骨折で途中出場。その後も勝負強い打撃を買われスタメンに定着した。松田の復帰後は年間を通じて内野手のバックアップ要員に定着。不調が続いた川崎、本多の代役としてスタメン出場することもあった。松田の二度の長期離脱で空いた三塁を71試合守ったのをはじめとして、一塁手9試合、二塁手10試合、遊撃手も1試合務めて内野の全ポジションで出場した。明るい性格でファンも多く獲得し、ムードメーカーの役割も担った。
2010年6月29日の対千葉ロッテマリーンズ戦にて、プロ入り8年目にして初本塁打を打つ。この試合は4安打5打点と活躍した。シーズン全体では打撃成績を落とし、出場試合数も少し減らしたが、一塁手を32試合、三塁手を27試合、二塁手も1試合こなして内野陣をバックアップした。
2011年は若手の明石健志の台頭などで出場機会が減り、10月1日、現役引退の意志を固めたと報じられた。同月14日、正式に任意引退公示された。

### 現役引退後
介護事業を手がけていた高校時代の同級生の影響もあり、引退の翌年2012年2月に地元大阪市へ戻り、介護福祉を行う株式会社フォレストブックを設立、デイサービス施設などを経営している。2017年に現役時代を過ごした福岡に老人ホームをオープンした。

## 選手としての特徴・人物
勝負強い打撃と内野全ポジションを器用にこなすユーティリティー性が武器。
明るく気さくな人柄の持ち主。ソフトバンク時代はチームのイジり役であると同時にイジられ役でもあり、貴重なムードメーカーとして年齢問わずに愛され、ファンからの人気も高かった。
名前の読みを「マナブ」と間違われることが多く、後輩選手から「マナブさん！」と呼ばれると、「マナブちゃうで、サトルや！」と返すのが恒例となっている。

## 詳細情報

### 年度別打撃成績
| 年 度     | 球 団        | 試 合 | 打 席 | 打 数 | 得 点 | 安 打 | 二 塁 打 | 三 塁 打 | 本 塁 打 | 塁 打 | 打 点 | 盗 塁 | 盗 塁 死 | 犠 打 | 犠 飛 | 四 球 | 敬 遠 | 死 球 | 三 振 | 併 殺 打 | 打 率 | 出 塁 率 | 長 打 率 | O P S |
| --------- | ------------ | ----- | ----- | ----- | ----- | ----- | -------- | -------- | -------- | ----- | ----- | ----- | -------- | ----- | ----- | ----- | ----- | ----- | ----- | -------- | ----- | -------- | -------- | ----- |
| 2005      | ソフトバンク | 6     | 5     | 4     | 1     | 1     | 0        | 0        | 0        | 1     | 1     | 0     | 0        | 0     | 0     | 1     | 0     | 0     | 2     | 0        | .250  | .400     | .250     | .650  |
| 2006      | ソフトバンク | 93    | 87    | 73    | 17    | 15    | 2        | 0        | 0        | 17    | 3     | 2     | 0        | 2     | 1     | 9     | 0     | 2     | 21    | 1        | .205  | .306     | .233     | .539  |
| 2007      | ソフトバンク | 41    | 114   | 105   | 13    | 21    | 5        | 1        | 0        | 28    | 8     | 2     | 2        | 3     | 0     | 6     | 0     | 0     | 27    | 1        | .200  | .243     | .267     | .510  |
| 2008      | ソフトバンク | 54    | 149   | 133   | 9     | 32    | 8        | 0        | 0        | 40    | 8     | 1     | 0        | 9     | 1     | 5     | 0     | 1     | 31    | 0        | .241  | .271     | .301     | .572  |
| 2009      | ソフトバンク | 95    | 283   | 242   | 35    | 62    | 9        | 3        | 0        | 77    | 20    | 8     | 2        | 13    | 3     | 24    | 0     | 1     | 56    | 7        | .256  | .322     | .318     | .640  |
| 2010      | ソフトバンク | 71    | 119   | 105   | 12    | 24    | 2        | 0        | 1        | 29    | 12    | 2     | 2        | 3     | 1     | 9     | 0     | 1     | 19    | 0        | .229  | .293     | .276     | .569  |
| 2011      | ソフトバンク | 15    | 5     | 5     | 0     | 1     | 0        | 0        | 0        | 1     | 0     | 0     | 0        | 0     | 0     | 0     | 0     | 0     | 1     | 0        | .200  | .200     | .200     | .400  |
| 通算：7年 | 通算：7年    | 375   | 762   | 667   | 87    | 156   | 26       | 4        | 1        | 193   | 52    | 15    | 6        | 30    | 6     | 54    | 0     | 5     | 157   | 9        | .234  | .294     | .289     | .583  |

### 年度別守備成績
| 年 度 | 球 団        | 一塁  | 一塁  | 一塁  | 一塁  | 一塁  | 一塁     | 二塁  | 二塁  | 二塁  | 二塁  | 二塁  | 二塁     | 三塁  | 三塁  | 三塁  | 三塁  | 三塁  | 三塁     | 遊撃  | 遊撃  | 遊撃  | 遊撃  | 遊撃  | 遊撃     |
| 年 度 | 球 団        | 試 合 | 刺 殺 | 補 殺 | 失 策 | 併 殺 | 守 備 率 | 試 合 | 刺 殺 | 補 殺 | 失 策 | 併 殺 | 守 備 率 | 試 合 | 刺 殺 | 補 殺 | 失 策 | 併 殺 | 守 備 率 | 試 合 | 刺 殺 | 補 殺 | 失 策 | 併 殺 | 守 備 率 |
| ----- | ------------ | ----- | ----- | ----- | ----- | ----- | -------- | ----- | ----- | ----- | ----- | ----- | -------- | ----- | ----- | ----- | ----- | ----- | -------- | ----- | ----- | ----- | ----- | ----- | -------- |
| 2005  | ソフトバンク | -     | -     | -     | -     | -     | -        | 2     | 0     | 0     | 0     | 0     | ----     | 3     | 0     | 1     | 0     | 0     | 1.000    | 1     | 0     | 0     | 0     | 0     | ----     |
| 2006  | ソフトバンク | -     | -     | -     | -     | -     | -        | 55    | 48    | 69    | 0     | 15    | 1.000    | 20    | 3     | 4     | 0     | 1     | 1.000    | 12    | 13    | 16    | 0     | 4     | 1.000    |
| 2007  | ソフトバンク | -     | -     | -     | -     | -     | -        | -     | -     | -     | -     | -     | -        | -     | -     | -     | -     | -     | -        | 41    | 37    | 92    | 3     | 15    | .977     |
| 2008  | ソフトバンク | -     | -     | -     | -     | -     | -        | 22    | 23    | 25    | 0     | 4     | 1.000    | -     | -     | -     | -     | -     | -        | 30    | 42    | 71    | 4     | 14    | .966     |
| 2009  | ソフトバンク | 9     | 28    | 1     | 0     | 2     | 1.000    | 10    | 20    | 28    | 0     | 6     | 1.000    | 71    | 30    | 92    | 3     | 7     | .976     | 1     | 2     | 3     | 0     | 1     | 1.000    |
| 2010  | ソフトバンク | 32    | 99    | 9     | 0     | 7     | 1.000    | 1     | 0     | 0     | 0     | 0     | ----     | 27    | 10    | 29    | 2     | 2     | .951     | -     | -     | -     | -     | -     | -        |
| 2011  | ソフトバンク | 11    | 16    | 1     | 0     | 1     | 1.000    | -     | -     | -     | -     | -     | -        | -     | -     | -     | -     | -     | -        | -     | -     | -     | -     | -     | -        |
| 通算  | 通算         | 52    | 143   | 11    | 0     | 10    | 1.000    | 90    | 91    | 122   | 0     | 25    | 1.000    | 121   | 43    | 126   | 5     | 10    | .971     | 85    | 94    | 182   | 7     | 34    | .975     |

### 記録
- 初出場：2005年3月27日、対北海道日本ハムファイターズ2回戦（福岡Yahoo! JAPANドーム）、11回裏にフリオ・ズレータの代走で出場
- 初先発出場：2005年9月25日、対西武ライオンズ20回戦（インボイスSEIBUドーム）、2番・三塁手で先発出場
- 初打席：同上、1回表に松坂大輔から一邪飛
- 初安打・初打点：同上、7回表に山崎敏から中前適時打
- 初盗塁：2006年6月10日、対東京ヤクルトスワローズ5回戦（福岡Yahoo! JAPANドーム）、7回裏に二盗（投手：花田真人、捕手：米野智人）
- 初本塁打：2010年6月29日、対千葉ロッテマリーンズ10回戦（千葉マリンスタジアム）、3回表に吉見祐治から左越2ラン

### 背番号
- 29 （2003年 - 2004年）
- 32 （2005年 - 2011年）